# قرآن بندانگشتی
| |  |  |
| قرآن بندانگشتی عتیقه شیعه فارسی در ابعاد ۲ در ۱٫۵ سانتی‌متر با جلد کاغذی نسبتاً ضخیم. در دو صفحه پایانی این نسخه به زبان فارسی از شیوه‌های متفاوت خواندن قرآن بین «بصریان» و «کوفیان» نوشته شده است |  |  |

|                                                     |  |  |
| قرآن بندانگشتی چاپی مصری سنی با جلد چرمی طلاکاری‌شده |  |  |

قرآن بندانگشتی یا قرآن مینیاتوری (انگلیسی: Miniature Quran یا Mini Quran)، قرآنهای ریزنویسی هستند که به دو دسته جدید و عتیقه تقسیم می‌شوند. نمونه‌های جدید در چین و امارات متحده عربی و ایران با فناوری روز ساخته شدند. کوچکترین نمونه‌های عتیقه این قرآن می‌توانند دارای ابعاد ۲ طول در یک‌ونیم عرض در یک سانتی‌متر ضخامت باشند و ابعاد متفاوت دیگر. برخی از آن‌ها حتی در ابعاد ۲ سانتی‌متری بسیار قدیمی هستند و می‌توانند در اشکال چهارضلعی یا هشت ضلعی گاهی همراه جعبه فلزی یا جلد چرمی طلاکاری‌شده باشند و برخی نسخه‌های قدیمی گاه به دلیل قدمت کاغذ شکننده در صورت قرار گرفتن کاغذ در برابر هوا ممکن است به مرور فاکسی شوند (شبیه فریک اکساید، اکسید آهن یا پوست روباه) و کیفیت ظاهری خود را از دست بدهند. برخی از این قرآن‌ها از نوع سنی در دوره امپراتوری عثمانی ترکیه و در مصر احتمالاً سلسله خدیوی ساخته شدند و البته تولید گسترده در انگلیس. همچنین نسخه‌هایی از نوع شیعه همراه متون فارسی نیز وجود دارند.
کتابخانه ملی اسکاتلند ساخت نسخه‌های خطی سنتی قرآن‌های مینیاتوری را سنتی بسیار قدیمی عنوان می‌کند اما آغاز تولید نسخه‌های چاپی مانند نسخه‌های مصری را وابسته به پیدایش طرح‌نگاری نوری در قرن نوزدهم می‌داند. این کتابخانه قدمت نمونه‌های چاپی که چاپ استانبول و دهلی بودند را به حدود ۱۸۹۲ تا ۱۸۹۹ تخمین می‌زند اما ترویج گسترده این نوع چاپ کتب مینیاتوری را مدیون دیوید برایس می‌داند. تمام نسخه‌های چاپی مینیاتوری همراه یک جعبه فلزی مجهز به یک ذره‌بین بودند که در اختیار سربازان مسلمان که در جنگ جهانی اول برای بریتانیا می‌جنگیدند قرار گرفتند. در اثری باقی‌مانده از توماس ادوارد لورنس به این کتاب اشاره شده‌است: «عوده (شیخ قبیله الحویطات عربهای بدوی در زمان انقلاب بزرگ عربی طی جنگ جهانی اول) رازی مهم را به من گفت که او سیزده سال پیش یک قرآن مینیاتوری را به قیمت صد و بیست پوند خریده بود و اینکه از آن به بعد آسیبی ندیده بود … آن کتاب یکی از تکثیرهای گلاسگوی کوچک بود، که هزینه‌ای ۱۸ پنسی برای تولید در انگستان داشت، اما عرب‌ها از خوی آدمکشی عوده و خندیدن به خرافاتش … یا توضیح دادن معامله بدی که داشته است بسیار می‌ترسیدند.»
نسخه‌های چاپی ظاهراً مصری با جلد چرمی طلاکاری‌شده، برخی با جعبه فلزی و برخی نسخه‌های فارسی با جلد کاغذی نقاشی‌شده هستند. صفحات این کتاب‌ها دارای حاشیه سفید و طراحی در حاشیه برخی یا تمام صفحات است و خواندن متن آن نیاز به ذره‌بین دارد. برخی از رزمندگان مسلمان ایرانی در زمان حضور در جبهه جنگ این قرآن‌ها را همراه خود داشتند.
سال ۲۰۱۲ پرس تی‌وی وابسته به صدا و سیمای ج‌اا یک نمونه عتیقه از قرآن بندانگشتی را در اوکراین معرفی کرد و چند نمونه نیز در ایران وجود دارند که شبکه استانی همدان سال ۱۳۹۱ نیز نسخه‌ای را معرفی کرد. همچنین برخی از نسخه‌های چاپی نیز روی ای‌بی فروخته شدند.
سال ۲۰۱۲ روزنامه هندو به نقل از موزه سالار جونگ از کهن‌ترین نسخه خطی منیاتوری ۳ در ۲ سانتی‌متری با ۳۱ برگ از جنس پوست به خط کوفی متعلق به قرن نهم در نمایشگاه سالار جونگ خبر داد.